# Parafia św. Brata Alberta Chmielowskiego w Suwałkach
Parafia Świętego Brata Alberta Chmielowskiego w Suwałkach – parafia utworzona w 1992 roku. Należy do dekanatu Suwałki – św. Benedykta i Romualda diecezji ełckiej.
Kościół wybudowany w latach 1993–1998. Parafię prowadzą księża diecezjalni. Pierwszym proboszczem był ks. prałat Tadeusz Rynkiewicz.